# Course de l'Escalade
La Course de l'Escalade est une manifestation d'athlétisme et une fête populaire qui a lieu au mois de décembre à Genève. Depuis 1990, elle est considérée comme le plus grand événement de ce genre en Suisse.

## Historique

### Chronologie succincte
- 1978 : Première édition
- 1991 : Première Course de la « Marmite »
- 2002 : Première Course du Duc
- 2007 : Premières courses des catégories « walking » et « nordic walking »
- 2014 : Première édition avec le nouveau tracé de la place Neuve allongeant le parcours de 45 mètres pour les catégories femmes et de 75 mètres pour les catégories hommes
- 2015 : Introduction des blocs d'allure pour fluidifier les pelotons
- 2018 : La course de déroule sur deux jours en raison du nombre croissant de participants. Le samedi: blocs d'allure, courses mixtes, la Marmite, et le walking. Le dimanche: courses pour les enfants, Escaladélite, et courses mixtes[2]. L'emblématique président du comité d'organisation, Jean-Louis Bottani, quitte sa fonction après 40 ans de service. Jerry Maspoli, également un grand passionné d’athlétisme, lui succède[3].
- 2019 : Première course relais. Quatre boucles sont courues en alternance, sur une distance totale de 7,710 km, par deux relayeurs/relayeuses. Une autre course, le FlexiMix, permet aux coureurs de choisir librement de courir deux ou trois tours. Ils font ce choix au dernier moment pendant qu'ils courent[4].
- 2020 : Annulation de la course en raison de la pandémie de Covid-19[5].

### Contexte
En 1960 une ordonnance du Conseil d'État est promulguée. En raison « d'atteintes à la solennité de la cérémonie de 1602 » elle n'autorise les déguisements sur la voie publique qu'aux seuls enfants de moins de 15 ans. En 1978, quelques jours seulement avant la première Course de l'Escalade, l'interdiction est reconduite.
Lors de la première Course de l'Escalade en 1978, le nombre de coureurs déguisés est quasi inexistant. Pourtant, la tradition du déguisement s'impose progressivement : en 1985, le déguisement est reconnu avant d'être institutionnalisé en 1991 par la création de la « course » populaire nommée « La Marmite » — en référence à l'épisode célèbre de la mère Royaume — et qui ne fait pas l'objet de classement, car elle se déroule hors toute catégorie. Elle offre la possibilité aux participants de se déguiser et de se regrouper pour faire la fête selon des critères familiaux ou d'affinité.
La Course de l'Escalade semble être un moyen de contourner l'interdit officiel de 1960, car l'épreuve prolonge le long conflit ayant opposé depuis le XVIIe siècle les défenseurs de la commémoration solennelle de L'Escalade et les partisans d'une fête plus populaire. La création de la Course de l'Escalade aurait alors été ressentie par la Compagnie de 1602, partisane d'une commémoration solennelle, comme une tentative de remise en question des valeurs traditionnelles. Mais en 2002, à l'occasion de la 25e édition de la Course de l'Escalade et des 400 ans de l'événement historique, les relations entre les deux associations se sont réchauffées, puisque la Course du Duc devient un projet commun. Depuis lors, et aujourd'hui encore, la Compagnie de 1602 et la Course de l'Escalade entretiennent de bonnes relations : à titre d'exemple, la Compagnie de 1602 propose chaque année, une semaine avant la fête traditionnelle et commémorative, quelques animations musicales lors de la Course,.

## Course de l'Escalade
La course se déroule chaque année depuis 1978 durant le week-end précédant le défilé traditionnel historique commémorant L'Escalade. C'est une course sur route où plus de 45 000 participants parcourent les rues de la vieille-ville de Genève en partant de la rue de la Croix-Rouge, puis rue Beauregard et Promenade du Pin, avant de traverser les Tranchées, puis le Bourg-de-Four, remonter la rue de l'Hôtel-de-ville, bifurquer à droite par la rue de la Taconnerie pour tourner derrière la cathédrale Saint-Pierre, avant d'emprunter la rue Calvin, la rue de la Pélisserie puis la Grand-Rue, pour revenir enfin par la rue de la Tertasse vers la place Neuve et dans le parc des Bastions (qui sont traversés pour gagner la rue Saint-Léger, la rue du Bourg-de-Four, puis la rue Etienne-Dumont, avant de recommencer le parcours cité précédemment). 
Jusqu'en 2014, la course des hommes comportait 3 tours, et celle des femmes 2 tours ; depuis 2015, les participants peuvent choisir librement entre les deux distances. La Course de l'Escalade est le plus grand événement de ce genre en Suisse. 42 456 personnes se sont inscrites en 2015 et 37 108 ont pris part à la course.
Les athlètes y participent dans différentes catégories, selon s'ils appartiennent à l'élite nationale ou internationale, ou s'ils courent en tant qu'amateurs, adultes ou enfants.
Les courses se déroulent durant toute la journée avec différents départs organisés par catégorie. À  18h30, à la tombée de la nuit, a lieu la course populaire et costumée de « La Marmite », qui, comme la Course du Duc, est directement liée à la commémoration de l'Escalade.
Depuis 2007, deux catégories supplémentaires « walking » et « nordic walking » existent, offrant un parcours de six kilomètres traversant le canton de Genève.
Quelques semaines avant la course, le comité d'organisation met en place plusieurs séances d'entraînement gratuites organisées dans différentes communes de la région genevoise et encadrées par des conseils de spécialistes du sport et de la médecine sportive. De plus, dès la rentrée de septembre, la course s'inscrit aussi dans une démarche éducative. La santé et la nutrition sont mises en avant dans les écoles, et les classes scolaires participent à un programme collectif les amenant à participer en groupe lors de la Course de l'Escalade. De fait, la Course de l'Escalade, par sa notoriété et sa popularité, représente bien plus qu'une simple course populaire ou qu'une compétition, elle sensibilise la population aux problèmes nutritionnels et encourage Genève à faire du sport. Ce programme a pour nom « SantEscalade ».

### Vainqueurs Escaladélite
| Année | Hommes                                              | Pays                                                | Temps                                               |                                                     | Femmes                                              | Pays                                                | Temps                                               |
| 1978  | Günter Zahn                                         | Allemagne de l'Ouest                                | 33 min 32 s                                         | Eliane Gubler                                       | Suisse                                              | 14 min 43 s                                         |                                                     |
| 1979  | James Espir                                         | Royaume-Uni                                         | 30 min 24 s                                         | Cornelia Bürki                                      | Suisse                                              | 8 min 35 s                                          |                                                     |
| 1980  | Pierre Délèze                                       | Suisse                                              | 30 min 13 s                                         | Margrit Isenegger                                   | Suisse                                              | 16 min 08 s                                         |                                                     |
| 1981  | Pierre Délèze                                       | Suisse                                              | 29 min 01 s                                         | Elise Wattendorf                                    | Suisse                                              | 14 min 41 s                                         |                                                     |
| 1982  | Markus Ryffel                                       | Suisse                                              | 28 min 44 s                                         | Cornelia Bürki                                      | Suisse                                              | 14 min 11 s                                         |                                                     |
| 1983  | Peter Wirz                                          | Suisse                                              | 29 min 06 s                                         | Cornelia Bürki                                      | Suisse                                              | 14 min 40 s                                         |                                                     |
| 1984  | Tony Leonard                                        | Royaume-Uni                                         | 28 min 43 s                                         | Ellen Wessinghage                                   | Allemagne de l'Ouest                                | 14 min 29 s                                         |                                                     |
| 1985  | Tony Leonard                                        | Royaume-Uni                                         | 28 min 28 s                                         | Ruth Smeeth-Partridge                               | Royaume-Uni                                         | 20 min 11 s                                         |                                                     |
| 1986  | Pierre Délèze                                       | Suisse                                              | 28 min 36 s                                         | Cornelia Bürki                                      | Suisse                                              | 20 min 09 s                                         |                                                     |
| 1987  | Christoph Herle                                     | Allemagne de l'Ouest                                | 26 min 28 s                                         | Ingrid Kristiansen                                  | Norvège                                             | 21 min 08 s                                         |                                                     |
| 1988  | Pierre Délèze                                       | Suisse                                              | 26 min 28 s                                         | Ingrid Kristiansen                                  | Norvège                                             | 21 min 56 s                                         |                                                     |
| 1989  | Markus Ryffel                                       | Suisse                                              | 26 min 08 s                                         | Jeanne-Marie Pipoz                                  | Suisse                                              | 21 min 27 s                                         |                                                     |
| 1990  | Pierre Délèze                                       | Suisse                                              | 26 min 33 s                                         | Sandra Gasser                                       | Suisse                                              | 21 min 53 s                                         |                                                     |
| 1991  | William Sigei                                       | Kenya                                               | 25 min 44 s                                         | Daria Nauer                                         | Suisse                                              | 22 min 06 s                                         |                                                     |
| 1992  | Carsten Eich                                        | Allemagne                                           | 26 min 53 s                                         | Daria Nauer                                         | Suisse                                              | 21 min 50 s                                         |                                                     |
| 1993  | Martin Jones                                        | Royaume-Uni                                         | 26 min 03 s                                         | Sonia O'Sullivan                                    | Irlande                                             | 21 min 12 s                                         |                                                     |
| 1994  | Laban Chege                                         | Kenya                                               | 25 min 39 s                                         | Anita Weyermann                                     | Suisse                                              | 21 min 45 s                                         |                                                     |
| 1995  | Laban Chege                                         | Kenya                                               | 25 min 34 s                                         | Anita Weyermann                                     | Suisse                                              | 21 min 32 s                                         |                                                     |
| 1996  | Paul Koech                                          | Kenya                                               | 26 min 12 s                                         | Anita Weyermann                                     | Suisse                                              | 21 min 26 s                                         |                                                     |
| 1997  | Tom Nyariki                                         | Kenya                                               | 26 min 12 s                                         | Jackline Maranga                                    | Kenya                                               | 15 min 03 s                                         |                                                     |
| 1998  | Julius Kiptoo                                       | Kenya                                               | 26 min 10 s                                         | Anita Weyermann                                     | Suisse                                              | 14 min 56 s                                         |                                                     |
| 1999  | Ismaïl Sghyr                                        | France                                              | 20 min 24 s                                         | Merima Denboba                                      | Éthiopie                                            | 14 min 50 s                                         |                                                     |
| 2000  | Tom Nyariki                                         | Kenya                                               | 20 min 28 s                                         | Lornah Kiplagat                                     | Kenya                                               | 14 min 47 s                                         |                                                     |
| 2001  | Tom Nyariki                                         | Kenya                                               | 20 min 21 s                                         | Lornah Kiplagat                                     | Kenya                                               | 15 min 02 s                                         |                                                     |
| 2002  | Thomas Kiplitan                                     | Kenya                                               | 20 min 24 s                                         | Berhane Adere                                       | Éthiopie                                            | 15 min 04 s                                         |                                                     |
| 2003  | Thomas Kiplitan                                     | Kenya                                               | 20 min 26 s                                         | Berhane Adere                                       | Éthiopie                                            | 14 min 45 s                                         |                                                     |
| 2004  | Luke Kipkosgei                                      | Kenya                                               | 20 min 25 s                                         | Zenebech Tola                                       | Éthiopie                                            | 14 min 52 s                                         |                                                     |
| 2005  | Micah Kogo                                          | Kenya                                               | 20 min 09 s                                         | Maryam Yusuf Jamal                                  | Bahreïn                                             | 14 min 55 s                                         |                                                     |
| 2006  | Micah Kogo                                          | Kenya                                               | 20 min 02 s                                         | Caroline Chepkwony                                  | Kenya                                               | 15 min 16 s                                         |                                                     |
| 2007  | Tolossa Chengere                                    | Éthiopie                                            | 20 min 19 s                                         | Linet Masai                                         | Kenya                                               | 14 min 55 s                                         |                                                     |
| 2008  | Mike Kigen                                          | Kenya                                               | 20 min 24 s                                         | Derartu Tulu                                        | Éthiopie                                            | 15 min 26 s                                         |                                                     |
| 2009  | Titus Mbishei                                       | Kenya                                               | 20 min 26 s                                         | Caroline Chepkwony                                  | Kenya                                               | 15 min 29 s                                         |                                                     |
| 2010  | Paul Kipkorir                                       | Kenya                                               | 19 min 26 s                                         | Linet Masai                                         | Kenya                                               | 14 min 45 s                                         |                                                     |
| 2011  | Paul Kipkorir                                       | Kenya                                               | 20 min 45 s                                         | Clarisse Cruz                                       | Portugal                                            | 15 min 36 s                                         |                                                     |
| 2012  | Jacob Kendagor                                      | Kenya                                               | 20 min 51 s                                         | Jane Muia                                           | Kenya                                               | 15 min 34 s                                         |                                                     |
| 2013  | Abraham Kipyatich                                   | Kenya                                               | 20 min 55 s                                         | Cynthia Kosgei                                      | Kenya                                               | 15 min 54 s                                         |                                                     |
| 2014  | Abraham Kipyatich                                   | Kenya                                               | 20 min 56 s                                         | Cynthia Kosgei                                      | Kenya                                               | 15 min 50 s                                         |                                                     |
| 2015  | Tadesse Abraham                                     | Suisse                                              | 21 min 00 s                                         | Helen Tola                                          | Éthiopie                                            | 24 min 27 s                                         |                                                     |
| 2016  | Tadesse Abraham                                     | Suisse                                              | 21 min 01 s                                         | Helen Tola                                          | Éthiopie                                            | 24 min 15 s                                         |                                                     |
| 2017  | Julien Wanders                                      | Suisse                                              | 20 min 58 s                                         | Helen Tola                                          | Éthiopie                                            | 23 min 49 s                                         |                                                     |
| 2018  | Julien Wanders                                      | Suisse                                              | 20 min 46 s                                         | Helen Tola                                          | Éthiopie                                            | 23 min 51 s                                         |                                                     |
| 2019  | Julien Wanders                                      | Suisse                                              | 20 min 39 s                                         | Norah Jeruto                                        | Kenya                                               | 22 min 56 s                                         |                                                     |
| 2020  | Course annulée en raison de la pandémie de Covid-19 | Course annulée en raison de la pandémie de Covid-19 | Course annulée en raison de la pandémie de Covid-19 | Course annulée en raison de la pandémie de Covid-19 | Course annulée en raison de la pandémie de Covid-19 | Course annulée en raison de la pandémie de Covid-19 | Course annulée en raison de la pandémie de Covid-19 |
| 2021  | Boniface Kibiwott                                   | Kenya                                               | 20 min 34 s                                         | Feliciana Jepkosgei                                 | Kenya                                               | 23 min 39 s                                         |                                                     |
| 2022  | Dominic Lokinyomo Lobalu                            | Soudan du Sud                                       | 20 min 24 s                                         | Baze Kasanesh Ayenew                                | Éthiopie                                            | 23 min 41 s                                         |                                                     |
| 2023  | Boniface Kibiwott                                   | Kenya                                               | 20 min 51 s                                         | Gotytom Gebreslase                                  | Éthiopie                                            | 23 min 23 s                                         |                                                     |
| 2024  | Dominic Lokinyomo Lobalu                            | Suisse                                              | 20 min 37 s                                         | Diane van Es                                        | Pays-Bas                                            | 23 min 31 s                                         |                                                     |

 Record de l'épreuve

## Course du Duc
La Course du Duc a lieu tous les cinq ans dans le cadre de la Course de l'Escalade. La première édition a eu lieu en 2002 à l'occasion des 25 ans de la Course de l'Escalade et de la célébration du 400e anniversaire de l'événement historique de l'Escalade. Le tracé de cette course correspond au parcours qu'empruntèrent par endroits les troupes du duc de Savoie venues tenter de conquérir Genève en 1602. D'une distance d'environ 19 kilomètres, le départ se situe à Reignier (Haute-Savoie) et passe notamment devant le château d'Étrembières. L'arrivée a lieu au parc des Bastions à Genève. 
Alors que les précédentes éditions se déroulaient le samedi matin, avant les courses traditionnelles, celle de 2012 s'est tenue de nuit, le vendredi soir, pour des raisons d'organisation : fermeture du trafic, risque de chevauchement entre catégorie walking et Course du Duc, possibilité aux athlètes de courir les deux courses ; Duc le vendredi et Escalade le samedi).

### Vainqueurs
| Année | Hommes            | Pays   | Temps           |                   | Femmes | Pays            | Temps |
| 2002  | Didier Comina     | Suisse | 1 h 01 min 45 s | Anne Docouto      | France | 1 h 08 min 12 s |       |
| 2007  | Philippe Dard     | Suisse | 1 h 00 min 55 s | Aline Camboulives | France | 1 h 06 min 39 s |       |
| 2012  | Aron-Maria Rudolf | Suisse | 1 h 00 min 54 s | Susan Kipsang     | Kenya  | 1 h 08 min 47 s |       |
| 2017  | Guillaume Adam    | France | 1 h 00 min 14 s | Virginie Lemay    | France | 1 h 15 min 18 s |       |
| 2023  | Silah Kiprotich   | Kenya  | 1 h 03 min 00 s | Morgane Bussard   | France | 1 h 17 min 21 s |       |

 Record de l'épreuve